# Episodi di Dark Matter (serie televisiva 2024)
La prima stagione della serie televisiva Dark Matter, composta da 9 episodi, è stata trasmessa sulla piattaforma Apple TV+ dall'8 maggio 2024 al 26 giugno 2024.
| n. | Titolo originale            | Titolo italiano              | Prima TV USA   | Prima TV Italia |
| -- | --------------------------- | ---------------------------- | -------------- | --------------- |
| 1  | Are You Happy in Your Life? | Sei felice della tua vita?   | 8 maggio 2024  | 8 maggio 2024   |
| 2  | Trip of a Lifetime          | Il viaggio della vita        | 8 maggio 2024  | 8 maggio 2024   |
| 3  | The Box                     | La scatola                   | 15 maggio 2024 | 15 maggio 2024  |
| 4  | The Corridor                | Il corridoio                 | 22 maggio 2024 | 22 maggio 2024  |
| 5  | Worldless                   | Senza mondo                  | 29 maggio 2024 | 29 maggio 2024  |
| 6  | Superposition               | Sovrapposizione              | 5 giugno 2024  | 5 giugno 2024   |
| 7  | In the Fires of Dead Stars  | Nel fuoco delle stelle morte | 12 giugno 2024 | 12 giugno 2024  |
| 8  | Jupiter                     | Giove                        | 19 giugno 2024 | 19 giugno 2024  |
| 9  | Entanglement                | Correlazione                 | 26 giugno 2024 | 26 giugno 2024  |

## Sei felice della tua vita?
- Titolo originale: Are You Happy in Your Life?
- Diretto da: Jakob Verbruggen
- Scritto da: Blake Crouch

### Trama
Jason Dessen, un professore di fisica al college, vive con la moglie Daniela e il figlio Charlie a Chicago. Quando il suo amico Ryan vince il prestigioso premio Pavia, Jason partecipa alla sua festa in un bar locale (il Village Tap). Mentre torna a casa, viene  rapito da un uomo mascherato che lo porta in un cantiere, lo costringe a togliersi i vestiti e a consegnare il telefono e gli inietta una sostanza sconosciuta che lo rende a poco a poco incosciente. Mentre Jason perde i sensi, l'uomo mascherato gli chiede se è felice della sua vita e se ha mai pensato a quali altre vite avrebbe potuto vivere. A questa domanda Jason risponde di sì. Quando si sveglia, Jason si ritrova in un laboratorio (Velocity Labs) dove incontra la psichiatra di laboratorio Amanda Lucas e il CEO di Velocity Leighton Vance, che riconosce, entrambi felici che sia "tornato". Incerto e disorientato, Jason scappa dal laboratorio e torna a casa sua, dove incontra di nuovo Amanda, che dice di vivere lì con lui; l'arredamento interno della casa è completamente diverso e non c'è traccia di Daniela o Charlie. Nel frattempo, il rapitore di Jason si rivela essere un'altra versione di se stesso (Jason #02), che entra nella casa di Jason #01 e seduce Daniela.

## Il viaggio della vita
- Titolo originale: Trip of a Lifetime
- Diretto da: Jakob Verbruggen
- Scritto da: Blake Crouch

### Trama
Il team Velocity si affanna per trovare Jason #01 mentre lui si fa ricoverare in ospedale, dove scopre di essere un fisico di fama mondiale che non si vede in pubblico da oltre un anno e che nel suo organismo è presente un misterioso composto psicoattivo. Sfuggendo all'imminente ricovero psichiatrico, riesce a rintracciare Daniela, ora un'artista di successo, alla sua ultima mostra d'arte. Quando Jason, Ryan e Daniela parlano dopo lo spettacolo a casa di Daniela, lei dice a Jason #01 che lui (in realtà, Jason #02) l'ha avvicinata prima della sua scomparsa e le ha confidato i suoi rimpianti per aver concluso la loro relazione molto tempo prima e la possibilità che lei non lo avrebbe mai più rivisto. Nonostante sia perplessa e preoccupata, a differenza di Ryan, che non credeva alle spiegazioni di Jason, Daniela accetta di aiutare Jason #01 a risolvere le discrepanze che ha identificato nella sua vita e nel suo ambiente. Si rende conto che le strade tra i Jason si sono separate quando Daniela è rimasta incinta. Jason #01 ha deciso di restare e Jason #02 ha deciso di andarsene. Nel frattempo, nonostante le difficoltà iniziali, Jason #02 si immerge nella sua vita felice con Daniela e Charlie. All'improvviso, Dawn (membro del team di sicurezza Velocity) irrompe nel condominio di Daniela, la uccide e cattura Jason #01.

## La scatola
- Titolo originale: The Box
- Diretto da: Jakob Verbruggen
- Scritto da: Blake Crouch

### Trama
Jason #01 accetta di lavorare con Velocity, sostenendo di voler recuperare i propri ricordi. Studia la ricerca di Jason #02 e si rende conto che quest'ultimo ha scoperto un modo per viaggiare tra le dimensioni, sigillando il viaggiatore all'interno di una scatola di metallo e iniettandogli un composto chimico per inibire alcune aree della corteccia prefrontale e indurre uno stato di sovrapposizione. Nel frattempo, Jason #02 diventa inquieto per la presenza di Ryan a casa sua nel mondo di Jason #01.
Jason #01 cerca di ottenere maggiori informazioni sulla ricerca di Jason #02 da Ryan nel mondo di Jason #02. Leighton però capisce che Jason #01 non è il Jason che conosce e cerca di estorcergli la verità. Ryan del mondo di Jason #02 viene ucciso. Amanda riesce a far uscire Jason #01 dalla prigionia, sperando di riportarlo nel suo mondo, ma quando vengono scoperti, entrambi entrano nella scatola di Jason #02, con l'intenzione di fuggire. Al suo interno, si iniettano il composto chimico ed improvvisamente la scatola si trasforma in un corridoio pieno di porte. Leighton li segue nella scatola. Nel frattempo, nel mondo di Jason #01, Daniela nota il cambiamento di personalità di Jason #02.

## Il corridoio
- Titolo originale: The Corridor
- Diretto da: Celine Held e Logan George
- Scritto da: Blake Crouch

### Trama
Jason #01 e Amanda si ritrovano in un corridoio infinito con porte che conducono a infinite realtà alternative. Usano le fiale e attraversano numerose porte nella speranza di trovare la realtà di Jason #01, ma ogni mondo che visitano risulta sempre essere desolato e in rovina. Si ritrovano in una Chicago ghiacciata, dove Amanda rischia di morire congelata a causa di una tormenta di neve. Durante la convalescenza, la coppia si rende conto che le porte rispondono al loro stato mentale generale quando le aprono.
Nel frattempo, Jason #02 lascia il suo lavoro e si avvicina a Leighton nel mondo di Jason #01, sperando di ottenere finanziamenti. Dopo che Jason #02 gli mostra in anteprima le capacità della scatola e ne spiega la funzione, Leighton accetta di pagare a Jason #02 un sacco di soldi in cambio della fornitura di fiale. Daniela e Charlie discutono del cambiamento di comportamento di Jason (in realtà, di Jason #02) dopo che quest'ultimo "dimentica" l'anniversario della morte del loro defunto figlio Max. Mentre Jason #01 e Amanda creano un legame all'interno della scatola, un Leighton ferito proveniente dal mondo di Jason #02 emerge dalla scatola in un mondo devastato.

## Senza mondo
- Titolo originale: Wordless
- Diretto da: Celine Held e Logan George
- Scritto da: Megan McDonnell

### Trama
Jason #01 e Amanda entrano in un mondo in cui risiede Blair del mondo di Jason #02 e Amanda, una loro collega di laboratorio scomparsa dopo essersi offerta volontaria per entrare nella scatola mesi prima. Nonostante viva in un mondo pericoloso, Blair non vuole rischiare di tornare nella scatola finché non sarà pronta, credendo che sia quasi impossibile attraversare il corridoio. Inoltre, mette in guardia Amanda affinché trovi da sola la sua strada mentre aiuta Jason #01 nella sua ricerca. Nonostante cerchino di mantenere chiare le loro intenzioni e di tenere sotto controllo le emozioni quando aprono le porte, Jason #01 e Amanda continuano a ritrovarsi in mondi inabitabili. Visitano un mondo travolto da una pestilenza mortale in cui Charlie è morto e Daniela sta morendo, e poi un mondo in cui Jason è un criminale incarcerato. Lì, quando Jason #01 visita la sua casa, Daniela chiama la polizia e lui viene aggredito da Charlie.
Nel frattempo, nel mondo di Jason #01, Jason #02 rivela a Daniela di aver lasciato il lavoro e la incoraggia a fare lo stesso. Lei inizia a sentirsi esclusa dalle decisioni importanti del loro matrimonio. Per assicurarsi i finanziamenti di Leighton, Jason #02 visita il suo mondo per procurarsi altre fiale e scopre che Jason #01 e Amanda sono fuggiti tramite la scatola.

## Sovrapposizione
- Titolo originale: Superposition
- Diretto da: Roxann Dawson
- Scritto da: Megan McDonnell

### Trama
Su richiesta di Jason #02, Daniela ricomincia a dipingere. Ignaro dell'allergia di Charlie, Jason #02 gli dà accidentalmente delle noci. Al pronto soccorso, Daniela nota i segni di alcune iniezioni sul braccio di Jason #02 e in seguito si confida con Blair, che le suggerisce di seguirlo. Dopo che Jason #02 la mette in imbarazzo esponendo un dipinto incompiuto a un'asta di beneficenza, supera la sua iniziale riluttanza e lo segue nel suo magazzino, trova le fiale e chiede aiuto a Ryan per scoprire il composto al suo interno. Nel frattempo, Jason #01 cerca di descrivere il suo mondo per iscritto, annotando tutti su un quaderno per aumentare le possibilità di trovare la sua realtà, ma lui e Amanda finiscono comunque per visitare mondi simili ma non identici al suo. Esausti, si prendono del tempo per riposare ed esplorare i dintorni dell'ultimo mondo visitato. Nel frattempo, Jason #02 incontra Amanda del mondo di Jason #01 per una seduta di terapia. Ryan affronta Jason #02, convinto che abbia rubato la sua ricerca, poiché ha sintetizzato lo stesso composto che Daniela gli ha fornito, rubandolo dall'unità di stoccaggio di Jason #02. Dopo aver discusso delle applicazioni separate dei loro composti, Jason #02 porta Ryan tramite la scatola in una Chicago alternativa e più progredita e lo abbandona lì. Jason #02 torna quindi nel mondo di Jason #01 e sigilla la scatola con del cemento.

## Nel fuoco delle stelle morte
- Titolo originale: In the Fires of Dead Stars
- Diretto da: Roxann Dawson
- Scritto da: Blake Crouch e Jacquelyn Ben-Zekry

### Trama
Daniela inizia a sospettare di Jason #02. Un detective visita la casa dei Dessen per chiedere informazioni su Ryan, la cui scomparsa è stata denunciata dalla sua ragazza. Ryan è stato visto l'ultima volta con Jason #02 in una bar prima della sua scomparsa. Daniela affronta Jason #02 riguardo alla droga e, per placarla, lui ammette di averla usata, ma non menziona Ryan, Jason #01 o la scatola e il suo viaggio in realtà alternative. Quindi, distrugge il muro di cemento che aveva costruito attorno alla scatola e la usa per sostituire Ryan del mondo di Jason#1 con un altro da un mondo diverso. Nel frattempo, su consiglio di Amanda, lei e Jason #01 visitano una Chicago più progredita. Amanda afferma che per scegliere il mondo, non ha pensato alle persone, ma alle idee e ai concetti che renderebbero un mondo degno di essere vissuto. Dopo averlo esplorato per un po', Amanda decide di stabilirsi lì. Invita Jason #01 a fare lo stesso, ma lui rifiuta, volendo tornare nel suo mondo. Prima di prendere strade separate, si scambiano un bacio. Jason #01 inizia a usare le fiale rimaste per cercare di tornare nel suo mondo e alla fine ci riesce usando l'ultima fiala. Prima di affrontare Jason #02, Jason #01 visita un negozio di armi per acquistare un equipaggiamento. Dopo essersene andato, un Jason quasi identico entra nel negozio.

## Giove
- Titolo originale: Jupiter
- Diretto da: Alik Sakharov
- Scritto da: Ihuoma Ofordire e Megan McDonnell

### Trama
Un Jason non specificato, attacca Jason #02, che riesce però a prendere il sopravvento e lo uccide. Daniela fa visita a Ryan, che afferma di essere il suo meccanico. Quando gli viene chiesto dove finisca la sua memoria, lui dice di aver bevuto qualcosa con qualcuno che Daniela successivamente identifica come Jason tramite una foto. Dal suo hotel, Jason #01 viene individuato e seguito da un altro Jason. Quando entra nel Village Tap per far perdere le sue tracce, incontra un altro Jason (Jason#03). In definitiva, ogni decisione presa da Jason #01 mentre era dentro la scatola ha creato un altro Jason; coloro che hanno fatto le scelte giuste sono finiti di nuovo nel mondo originale di Jason #01.
Jason #02 porta Charlie a fare un giro all'Università di Chicago e vede un altro Jason che li segue. Manda via Charlie e uccide di nascosto l'altro Jason. Jason #01 si fa arrestare per aver fumato dentro un ristorante, sapendo che Daniela sarebbe andata a prenderlo. Lei finisce per credere al suo racconto e promette di incontrarlo più tardi con Charlie. Dopo aver reso inabile Jason #02, Daniela e Charlie fuggono dalla casa e da altri due Jason incontrati lungo il cammino, per poi riunirsi a Jason #01.

## Correlazione
- Titolo originale: Entanglement
- Diretto da: Alik Sakharov
- Scritto da: Blake Crouch e Jacquelyn Ben-Zekry

### Trama
I Dessen si rifugiano nella residenza per le vacanze di uno degli amici di Charlie. Jason #01 trova un forum di messaggi online dove i Jason arrivati nel suo mondo cercano di decidere chi potrà stare con Daniela e Charlie. In seguito, Daniela invia un messaggio nel forum, informando i Jason che ha scelto di stare con Jason #01. Nella residenza dei Dessen, Jason #03 trattiene Jason #02 e attira Blair, sperando che lei rintracci la sua auto (che ha prestato a Jason #01) per trovare i Dessen. Quando Jason #03 cerca di costringerla ad obbedire, lei lo sopraffà e scopre la verità.
Diversi Jason invadono il nascondiglio dei Dessen e alcuni vengono uccisi l'uno dall'altro. Jason #02 arriva, salva Jason #01 e aiuta i Dessen a scappare. In macchina, Jason #02 lascia una scatola di fiale e una registrazione audio in cui si scusa per le sue azioni. Rendendosi conto che non sono più al sicuro lì, i Dessen decidono di trovare un mondo migliore per loro stessi e arrivano nel luogo in cui si trova la scatola. Qui, scoprono che il magazzino in cui quest'ultima è custodita è pieno di Jason alternativi che alla fine decidono di lasciarli andare. Dopo essersi iniettati una fiala, i Dessen attraversano una porta. Nel frattempo, Leighton dal mondo di Jason #01 entra in una scatola e si inietta un'altra fiala; nella Chicago futuristica, Amanda viene avvicinata da Ryan, che sembra aver preparato e testato una sostanza chimica, forse quella usata nelle fiale.